# Ядрен удар
Ядрен удар е удар на ракетни или авиационни съединения и части и на артилерията с ядрени боеприпаси за решително поражение на противниковата групировка и обекти в нейния оперативен или дълбок тил.
Бива:
- единичен;
- групов;
- масиран.